# Tyssøy
Tyssøy ou Tyssøyna est une île norvégienne dans le landskap Sunnhordland du comté de Vestland. Elle appartient administrativement à Øygarden.

## Géographie
Rocheuse et couverte d'une légère végétation, elle s'étend sur environ 1,705 km de longueur pour une largeur approximative de 1,110 km. Le nord de l'île est habité . 

## Histoire
L'île compte environ 70 habitants. Elle est reliée à l'île voisine de Bjorøy au nord par un petit pont. Bjorøy est reliée au continent par le tunnel de Bjorøy. L'île porte le nom du dieu nordique Týr. Sur le côté ouest de l'île se trouve un port large et abrité appelé Tyssøyvågen. Une crique étroite mène au port par le sud, du côté est de la crique, plusieurs grosses roches de stéatite sont tombées du flanc de la colline. Sur l'un de ces rochers, se trouve une petite gravure particulière. Dans la communauté locale, on l'appelle « la couronne » ou « Tyssøykruna ». Plus à l'intérieur des terres, sur Tyssøy, se trouve une plus grande localité de stéatite, portant des traces d'exploitation comme matériau de construction, très probablement d'une date médiévale. Il semble probable que les activités d'exploitation des deux sites se soient déroulées en même temps. Cela indique que la date la plus ancienne possible pour la figure à l'entrée de Tyssøyvågen est le Moyen Âge. Également au Moyen Âge (vers 1305), le roi norvégien Haakon V faire construire une chapelle royale sur l'île. Les vestiges de la chapelle sont encore visibles sur un site appelé « Kyrkjesteinane ».

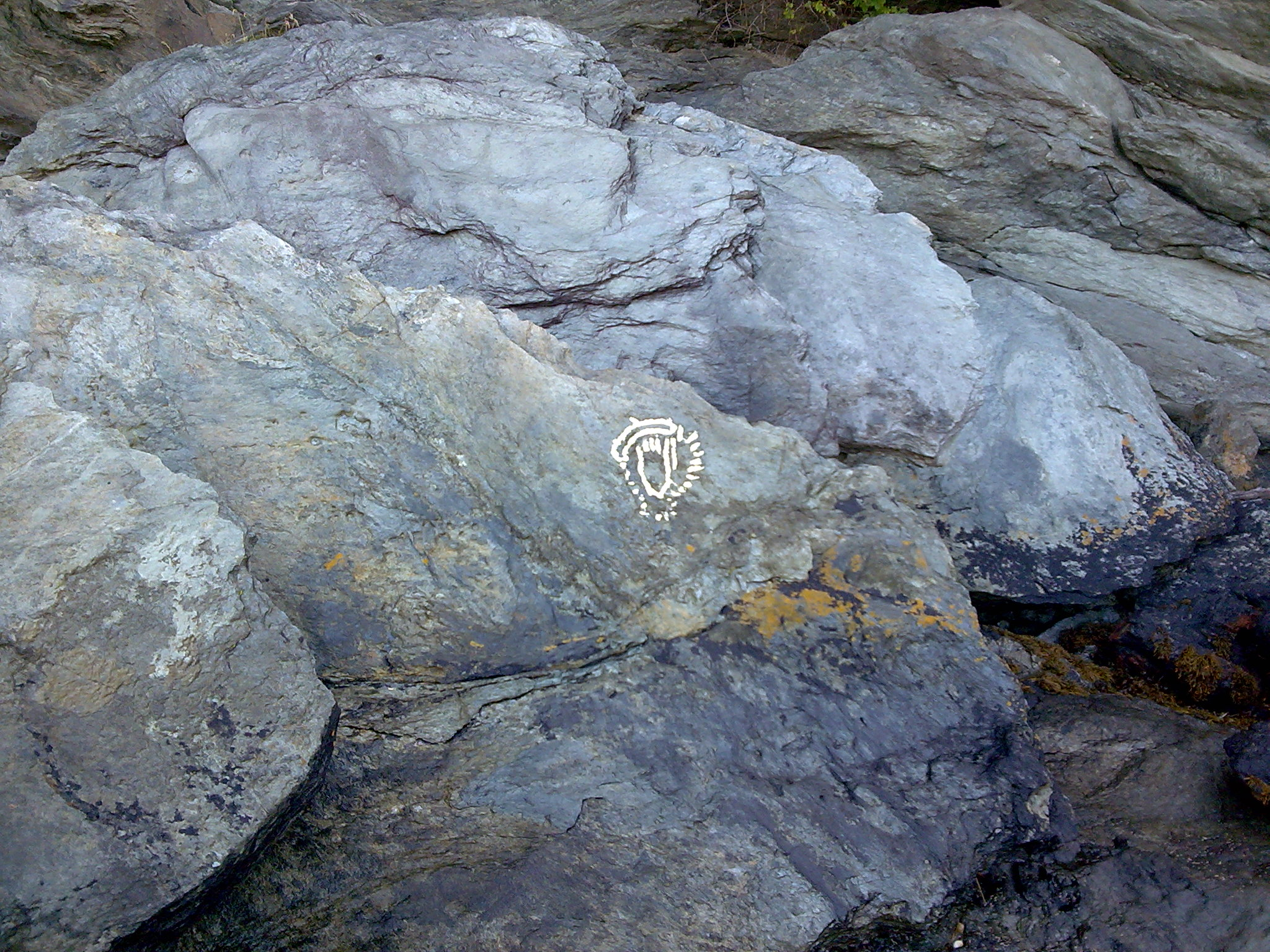
Tyssøykruna
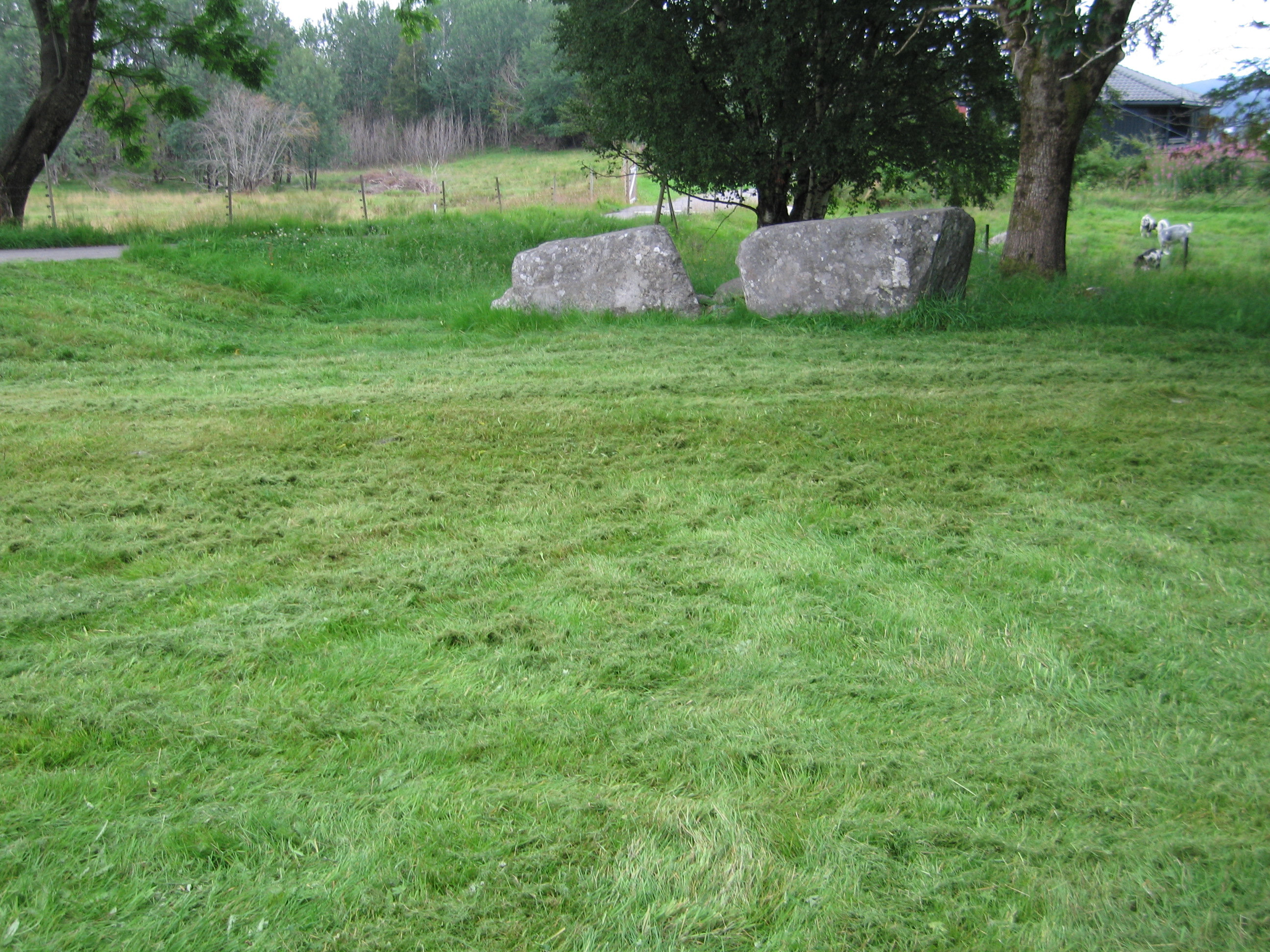
Kyrkjesteinane